# Rów Aleucki
Rów Aleucki – rów oceaniczny w północnej części dna Oceanu Spokojnego. Znajduje się wzdłuż południowych wybrzeży Aleutów i Półwyspu Alaska, do Zatoki Alaskańskiej.
Średnia szerokość rowu to 50 km, a głębokość maksymalna 7822 m.